# Retour à Forbach
Pour plus de détails, voir Fiche technique et Distribution.
Retour à Forbach est un documentaire français réalisé par Régis Sauder et sorti en 2017.

## Synopsis
Régis Sauder revient à Forbach, ville où il est né et qu'il a quittée depuis 30 ans. À la rencontre de celles et ceux qui sont restés dans l'ancienne cité minière.

## Fiche technique
- Titre : Retour à Forbach
- Réalisation :  Régis Sauder
- Photographie : Régis Sauder
- Son : Pierre-Alain Mathieu
- Montage : Florent Mangeot
- Production : Docks 66
- Pays :  France
- Genre : documentaire
- Durée : 78 minutes
- Date de sortie : France - 18 avril 2017

## Distinctions

### Récompense
- Étoile de la Scam 2018

### Sélections
- Cinéma du réel 2017
- Les Étoiles du documentaire 2018